# Gobernanza del agua

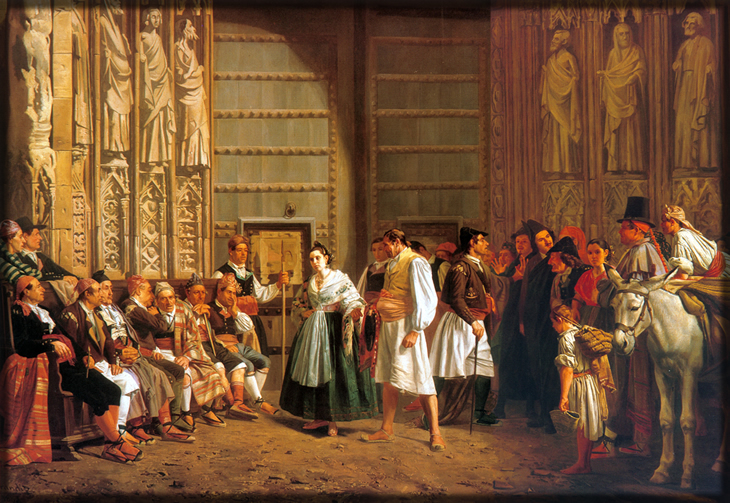
Reunión del Tribunal de las Aguas de Valencia, un elemento de un sistema ancestral de gobernanza del agua

La gobernanza del agua en un territorio es el conjunto de sistemas políticos, sociales, económicos y administrativos que influyen sobre la gestión del agua en ese territorio. Normalmente ese territorio será un país, pero puede perfectamente hablarse de gobernanza del agua en una región perteneciente a un país determinado. La gobernanza del agua forma parte de la gobernanza ambiental.
La gobernanza del agua determina quién obtiene qué agua, cómo, cuándo, y quién tiene derecho al agua, a servicios relacionados y a los beneficios derivados.
Por ejemplo, un país normalmente tendrá una Ley de aguas, o Ley del agua. Hay países, como la India, con un Ministerio del Agua. En otros, muchas competencias sobre el agua las tiene el Ministerio de Medio Ambiente, o el de Agricultura. Hay países donde todas las compañías de agua son públicas porque están prohibidas las privadas. El conjunto de normativa e instituciones (ya sean organismos públicos o asociaciones privadas) conforma la gobernanza del agua.
En el caso de ríos compartidos por varios países (por ejemplo el Nilo) existen tratados que forman parte de la gobernanza del agua en esa zona. Cuando se habla de "gobernanza del agua" se entiende que se refiere a las aguas superficiales y subterráneas, pero no a las marinas, que son objeto de otra gobernanza, más bien pesquera o medioambiental. Dependiendo de los países, la gestión de los embalses para la producción de hidroelectricidad puede estar o no dentro de la gobernanza del agua.

## Política hidráulica, gobernanza del agua y gestión del agua
Es importante distinguir estos 3 conceptos. La política del agua pretende conseguir unos objetivos políticos, que pueden tener cierta permanencia o variar según el signo de la formación política que gobierna. Por ejemploː aumentar la superficie de regadío, interconectar cuencas, mejorar la seguridad hídrica, etc. Esta política se plasmará en una normativa y unos organismos (nuevos o una modificación de los existentes) que la lleven a cabo. Es decir, para ejecutar una política hidráulica se actúa sobre la gobernanza del agua. Mientras que, para modificar la gobernanza del agua, se realizan estudios, se examinan datos, se llevan a cabo consultas, se elaboran previsiones, se efectúa un procedimiento legislativo o normativo y se ponen en marcha los nuevos organismos, o se modifican los existentes. En este sentido tiene importancia la planificación hidráulica. Así como la planificación energética es la previsión de las necesidades energéticas futuras y de las actuaciones para atenderlas (centrales eléctricas, líneas de transmisión, etc.), la planificación hidráulica, planificación hídrica o planificación hidrológica es la previsión de las necesidades hídricas futuras y de las actuaciones para atenderlas (embalses, canalizaciones, depuradoras, desaladoras, etc.). Una política hídrica eficaz solo es posible si se basa en una planificación hidrológica sólida. Eso sí, basándose en una misma planificación hidrológica son posibles varias políticas hidráulicas. La política hidráulica y la gobernanza del agua tienen ambas un carácter bastante permanente (varían poco una vez bien establecidas) y general.
En cambio, la gestión del agua es mucho más variable y específica, mucho más del día a día. Tiene que ver con asegurar el buen funcionamiento de todos los elementos de la red hídrica (para lo cual hay que gestionar el mantenimiento y las reparaciones), el cobro de los consumos, la financiación, la supervisión de proveedores, la vigilancia del cumplimiento de la normativa, etc. Se realiza a menor escala, casi nunca nacional, sino municipal, de cuenca, de compañía de aguas, etc. Necesariamente la gestión del agua se realiza dentro de una gobernanza del agua (cumpliendo la normativa, actuando los organismos que forman parte de esta gobernanza, etc.). La gestión del agua depende además de cómo están siendo las precipitacionesː en un año seco la gestión del agua puede ser muy diferente a la de un año húmedo, mientras que la gobernanza del agua y la política hidráulica no tienen por qué cambiar.
La gobernanza del agua se confunde a veces con la gestión del agua. Es importante resaltar que son conceptos distintos, aunque interdependientes, porque una buena gobernanza del agua es la que permite una gestión eficaz del agua. El término "gobernanza del agua" también se utiliza a veces indistintamente con el de "gestión integrada de recursos hídricos" (GIRH), un enfoque que promueve el desarrollo y la gestión coordinados del agua, la tierra y los recursos relacionados para maximizar el bienestar económico y social de forma equitativa sin comprometer la sostenibilidad de los ecosistemas. Aunque pueden encontrarse importantes vínculos entre ellos, no son sinónimos. Según la Asociación Mundial para el Agua, la gobernanza del agua debe considerarse como el contexto en el que puede aplicarse la GIRH.

## Importancia de la gobernanza del agua
Una buena gobernanza del agua es necesaria para alcanzar la seguridad hídrica, asignar justamente los recursos hídricos y evitar disputas. Un correcto aprovechamiento de los recursos hídricos es necesario, primero, para que la población de un territorio no se muera de sed. Segundo, para que riegue sus cultivos de subsistencia. Tercero, para una adecuada higiene, que le proporciona salud. Cuarto, para un mayor rendimiento agrícola, que no solo le permita subsistir, sino también exportar, y acceder a más productos. Y quinto, para la instalación de industrias, que promuevan el desarrollo y la riqueza.
Proporcionar a un país una buena gobernanza del agua puede resultar muy barato y tener gran impacto en su desarrollo. Mucho más, por ejemplo, que costosas obras hidráulicas que podrían no aprovecharse si se llevaran a cabo dentro de una gobernanza del agua deficiente. La gobernanza del agua que se elabore debe adaptarse a las características e instituciones propias del país.

## Cómo puede ser la gobernanza del agua
Que en un territorio haya gobernanza del agua no implica necesariamente que sea buena. Atendiendo a sus características se podría calificar deː
- Correctaː funciona bien y permite una adecuada gestión del agua
- Insuficienteː no tiene en cuenta aspectos importantes
- Disfuncional o mal diseñadaː más de un organismo tiene competencia sobre un mismo aspecto, o bien las actuaciones de los organismos públicos colisionan con las de organizaciones privadas[10]
- Inexistenteː puede haber zonas con gran abundancia de agua o muy poco desarrollo donde, en la práctica, no se dé gobernanza del agua

Para valorar la gobernanza del agua en un territorio resulta útil elaborar un mapa de los actores relevantes, sus competencias, sus actuaciones y sus limitaciones.

## Principios de la OCDE para la gobernanza del agua
La Organización para la Cooperación y el Desarrollo Económicos ha formulado los siguientes 12 principios:
1. Asignar y distinguir claramente las funciones y responsabilidades en materia de formulación de políticas del agua, aplicación de políticas, gestión operativa y regulación, y fomentar la coordinación entre estas autoridades responsables.
2. Gestionar el agua a la(s) escala(s) adecuada(s) dentro de los sistemas integrados de gobernanza de cuencas para reflejar las condiciones locales, y fomentar la coordinación entre las diferentes escalas.
3. Fomentar la coherencia de las políticas mediante una coordinación intersectorial eficaz, especialmente entre las políticas sobre el agua y el medio ambiente, la salud, la energía, la agricultura, la industria, la ordenación territorial  y los usos del suelo.
4. Capacitar adecuadamente a los responsables de cada escala.
5. Producir, actualizar y compartir datos e información oportunos, coherentes, comparables y relevantes para las políticas sobre el agua, y utilizarlos para orientarlas, evaluarlas y mejorarlas.
6. Garantizar que los acuerdos de gobernanza ayuden a movilizar la financiación del agua y a asignar los recursos financieros necesarios.
7. Garantizar que los marcos reguladores de la gestión del agua se apliquen y se hagan cumplir.
8. Promover prácticas innovadoras de gobernanza del agua entre las autoridades y las partes interesadas.
9. Integrar las prácticas de integridad y transparencia en las políticas del agua y la gobernanza del agua para una mayor responsabilidad y confianza en la toma de decisiones.
10. Promover la participación de todos los actores en el diseño y la aplicación de las políticas del agua.
11. Fomentar una gobernanza del agua que ayude a gestionar las compensaciones entre usuarios del agua, entre zonas rurales y urbanas, y entre generaciones.
12. Promover el seguimiento y la evaluación periódicos y públicos de la política y la gobernanza del agua para realizar los ajustes que se consideren necesarios.

La OCDE lanzó en 2014 la Iniciativa para la Gobernanza del Agua, una red de más de 100 expertos de los sectores público y privado que se reúnen 2 veces al año para compartir experiencias y hacer recomendaciones.
La organización Transparencia Internacional ha constituido la Red de Integridad Hídrica (Water Integrity Network), porque el sector del agua es vulnerable a la corrupción.